# Unterseeboot 135 (1941)
Pour les autres navires du même nom, voir Unterseeboot 135.
L'Unterseeboot 135 (ou U-135) est un U-Boot type VII C utilisé par la Kriegsmarine pendant la Seconde Guerre mondiale.

## Historique
Mis en service le 16 août 1941, l'U-135 reçoit sa formation à Kiel en Allemagne au sein de la 5. Unterseebootsflottille jusqu'au 1er décembre 1941 où il est affecté dans une formation de combat à Saint-Nazaire en France dans la 7. Unterseebootsflottille.
Il quitte Kiel en Allemagne pour sa première patrouille sous les ordres de l'Oberleutnant zur See Friedrich-Hermann Praetorius le 24 décembre 1941. Il atteint la base sous-marine de Saint-Nazaire le 31 janvier 1942 après 39 jours en mer et un succès d'un navire marchand coulé de 9 626 tonneaux.
L'Unterseeboot 135 a effectué sept patrouilles dans lesquelles il a coulé trois navires marchands pour un total de 21 302 tonneaux et a endommagé un navire marchand de 4 762 tonneaux sur un total de 329 jours en mer.
L'U-135 quitte la base sous-marine de Lorient pour sa septième patrouille le 7 juin 1943 sous les ordres de l'Oberleutnant zur See Otto Luther. Après 39 jours en mer et avoir endommagé un navire marchand de 4 762 tonneaux, il est coulé le 15 juillet 1943 dans l'Atlantique Nord au large des îles Canaries à la position géographique de 28° 20′ N, 13° 17′ O lors d'une attaque du sloop britannique HMS Rochester, des corvettes britanniques HMS Mignonette, HMS Balsam et d'un hydravion PBY Catalina américain (VP-92). Cinq membres d'équipage sur les 46 meurent dans cette attaque.

## Affectations successives
- 5. Unterseebootsflottille du 16 août au 1er décembre 1941 (entrainement)
- 7. Unterseebootsflottille du 1er décembre 1941 au 15 juillet 1943 (service actif)

## Commandants successifs
- Kapitänleutnant Friedrich-Hermann Praetorius du 16 août 1941 à novembre 1942
- Oberleutnant zur See Heinz Schütt de novembre 1942 au 3 juin 1943
- Oberleutnant zur See Otto Luther du 4 juin au 15 juillet 1943

## Patrouilles
|       | Commandant                          | Départ           | Départ        | Arrivée          | Arrivée       | Jours     | Succès   |
| ----- | ----------------------------------- | ---------------- | ------------- | ---------------- | ------------- | --------- | -------- |
| 1     | Oblt. Friedrich-Hermann Praetorius  | 24 décembre 1941 | Kiel          | 31 janvier 1942  | Saint-Nazaire | 39 jours  | 9 626    |
| 2     | Kptlt. Friedrich-Hermann Praetorius | 22 février 1942  | Saint-Nazaire | 3 avril 1942     | Brest         | 41 jours  |          |
| 3     | Kptlt. Friedrich-Hermann Praetorius | 26 avril 1942    | Brest         | 5 juillet 1942   | Saint-Nazaire | 71 jours  | 11 676   |
| 4     | Kptlt. Friedrich-Hermann Praetorius | 8 août 1942      | Saint-Nazaire | 3 octobre 1942   | Saint-Nazaire | 57 jours  |          |
| 5     | Heinz Schütt                        | 21 novembre 1942 | Saint-Nazaire | 26 décembre 1942 | Saint-Nazaire | 36 jours  |          |
| 6     | Heinz Schütt                        | 24 janvier 1943  | Saint-Nazaire | 10 mars 1943     | Lorient       | 46 jours  |          |
| 7     | Oblt. Otto Luther                   | 7 juin 1943      | Lorient       | 15 juillet 1943  | Coulé         | 39 jours  | 4 762    |
| Total | Total                               | Total            | Total         | Total            | Total         | 329 jours | 26 064 t |

Note : Oblt. = Oberleutnant zur See - Kptlt. = Kapitänleutnant

Nota: Les noms de commandants sans indication de grade signifie que leur grade n'est pas connu avec certitude à notre époque (2013) à la date de la prise de commandement

### Opérations Wolfpack
L'U-135 a opéré avec les Wolfpacks (meute de loups) durant sa carrière opérationnelle:
1. Ziethen (6 janvier 1942 - 20 janvier 1942)
2. Westwall (2 mars 1942 - 12 mars 1942)
3. York (12 mars 1942 - 25 mars 1942)
4. Pfadfinder (21 mai 1942 - 27 mai 1942)
5. Lohs (17 août 1942 - 20 septembre 1942)
6. Panzer (23 novembre 1942 - 11 décembre 1942)
7. Raufbold (11 décembre 1942 - 19 décembre 1942)
8. Pfeil (3 février 1943 - 8 février 1943)
9. Neptun (18 février 1943 - 28 février 1943)
10. Trutz 2 (22 juin 1943 - 29 juin 1943)

## Navires coulés
L'Unterseeboot 135 a coulé trois navires marchands pour un total de 21 302 tonneaux et a endommagé un navire marchand de 4 762 tonneaux au cours des sept patrouilles (329 jours en mer) qu'il effectua.
| Date            | Nom du navire   | Nationalité | Tonnage | Fait      |
| --------------- | --------------- | ----------- | ------- | --------- |
| 22 janvier 1942 | Gandia          | Belgique    | 9 626   | Coulé     |
| 17 mai 1942     | Fort Qu Appelle | Royaume-Uni | 7 127   | Coulé     |
| 18 juin 1942    | Pleasantville   | Norvège     | 4 549   | Coulé     |
| 15 juillet 1943 | Twickenham      | Royaume-Uni | 4 762   | Endommagé |